# Caenoculis bishopi
Caenoculis bishopi är en dagsländeart som beskrevs av Tomáš Soldán 1986. Caenoculis bishopi ingår i släktet Caenoculis och familjen slamdagsländor. Arten förekommer i södra Asien. Inga underarter finns listade i Catalogue of Life.